# 丁衣
丁衣（1925年3月—），台湾剧作家、文学家，是台湾1950－1960年代著名剧作家。字克用，笔名尼羅，浙江鄞县（今宁波市鄞州区）人。

## 生平
早年毕业于上海东吴大学，后加入国民党从军。
1948年，随中华民国国军赴台湾，投身军队文宣事业。历任中华民国国防部政治部编导、队长。中国抗日战争期间，历任抗敵演劇演員、組長、隊長。曾任國防部藝術工作總隊編導、研究委員等職，由舞臺演員出道改任編劇。曾任艺工总队《康乐月刊》主编。
退役后致力于文学影视创作。其中多幕劇《陽春十月》與《春蠶》曾先後榮獲國軍新文藝第一屆及第四屆劇本創作銀像獎。曾制作兼编剧国语电视连续剧《满庭芳》，是一时名片。1969年，获中华民国教育部文艺奖戏剧类金奖狀。其作《故鄉人》獲中山學術文化基金會戲劇金像獎。其創作風格，初期多著重劇情曲折與結構技巧，後轉向於形式的創新與人性的發掘，漸臻劇藝的堂奧。

## 著作
著有电影剧本10余种，舞台剧30余种，广播剧60余种，电视剧400余种。
- 话剧《故乡人》，1971年获中山学术文化基金会戏剧奖[4]。
- 多幕剧《春蚕》，获台湾新文艺剧作银像奖。
- 舞台剧《天伦梦回》
- 舞台剧《赤子心》
- 舞台剧《父母亲大人》
- 《怒吼吧祖国》
- 《秦始皇》
- 《耕者有其田》
- 《新群英会》
- 《小人物家事》
- 《阳光普照》
- 《松柏长青》
- 1955年文藝創作出版第48期多幕話劇《光與黑的邊緣》
- 1959年出版單行劇本《父母親大人》
- 1960年舞台劇《一門英傑》
- 1960年電影《音容劫》
- 1962年電影劇本《兩相好 (1962年電影)》李行導演
- 1962年舞台劇劇本《國恩家慶》
- 1962年電影劇本《吳鳳》獲第2屆金馬獎最佳社會教育特別獎
- 1964年舞台劇《田單復國》
- 1965年多幕劇編劇和執行導演《陽春十月》，獲台灣新文藝劇作銀像獎
- 1965年電影劇本《金門之戀》
- 1966年電影劇本《大色藝坦》
- 1967年電影劇本《鳳陽花鼓》
- 1967年電影劇本《西貢無戰事》
- 1968年電影劇本《晨霧》
- 1968年電影劇本《百忍劍》演員：張美瑤
- 1969年電影劇本《紅衣俠女》
- 1970年電影劇本《太太回娘家》
- 1976年舞台劇本，編劇和導演《桃李滿天下》
- 1977年舞台劇劇本《梅園春暉》
- 1977年連續劇劇本，編劇和製作人《滿庭芳》台視播出
- 1977年連續劇劇本《庭園春曉》台視播出
- 1978年連續劇劇本《吾愛吾家》台視播出
- 1979年舞台劇劇本《萍與燭》
- 1984年閩南語連續劇劇本《出外的女人》台視播出